# Matka Boska z Dzieciątkiem (fresk Wiktora Wasniecowa)
Matka Boska z Dzieciątkiem (ros.  Богоматерь с младенцем) – fresk Wiktora Wasniecowa w pomieszczeniu ołtarzowym soboru św. Włodzimierza w Kijowie, wykonany w 1885.

## Historia
W 1885 profesor Adrian Prachow, kompletując zespół artystów do wykonania dekoracji wewnętrznej będącego w budowie soboru św. Włodzimierza w Kijowie, zaprosił do współpracy Wiktora Wasniecowa, którego znał jako miłośnika i konesera sztuki starożytnej. Przed podjęciem prac Wasniecow przeprowadził dodatkowe, samodzielne studia nad historią malarstwa ikonowego oraz zapoznał się z twórczością prerafaelitów, która urzekła go swoim uduchowionym charakterem.
Matka Boska z Dzieciątkiem była jedną z pierwszych kompozycji Wasniecowa wykonanych dla soboru w Kijowie. Wykonanie fresku poprzedziło przygotowanie szkicu węglem, ukończonego jeszcze w 1885, o wymiarach 171×99 cm, oraz dalszych rysunków i szkiców, już kolorowych. Wasniecow ukazał Maryję kroczącą po błękitnym obłoku, w zwiewnych ciemnych szatach z gwiazdami na czole i ramionach (nawiązanie do tradycyjnej symboliki ikonowej). Postać Matki Bożej łączy wdzięk młodej kobiety z typową dla jej przedstawień w prawosławnej sztuce sakralnej powagą i skupieniem. Maryja, przytulając do siebie Dzieciątko Jezus, patrzy wprost na widza. Sposób ukazania Dzieciątka jest bardziej odmienny od tradycji ikonopisarskich. Jezus nie przytula się do matki, lecz wyciąga obydwie ręce w stronę widza, co miało wskazywać na jego zbawczą misję, chęć objęcia swoją opieką wszystkich ludzi. Twarz chłopca ma niedziecięcy wyraz, pełen natchnienia i powagi. Wasniecow nadał jednak postaciom matki i syna naturalne, realistyczne proporcje, nie zniekształcając ich tak, jak zakłada tradycyjna ikona rosyjska. Być może inspiracją dla kompozycji obrazu i wyglądu postaci była Madonna Sykstyńska Rafaela.
Fresk Wasniecowa był wielokrotnie kopiowany oraz stanowił inspirację dla ikon Matki Bożej wykonywanych na potrzeby cerkwi w całej Rosji.